# Litteraria Copernicana
Litteraria Copernicana – pismo naukowe redagowane na Wydziale Filologicznym Uniwersytetu Mikołaja Kopernika przy współpracy badaczy z innych ośrodków. Nawiązuje do tradycji zeszytów literaturoznawczych „Acta Universitatis Nicolai Copernici", poprzez nowoczesną formę graficzną wyróżnia się na tle uniwersyteckich wydawnictw. Pierwszy numer ukazał się w 2008 roku. Publikowane prace prezentują wybrane zagadnienia przede wszystkim z historii literatur, teorii literatury oraz historii i teorii kultury (z filmoznawstwa: Konwicki, nr 1/2008 i teatrologii: Szaniawski, nr 1(3)/2009). Kolejne numery LC mają charakter monograficzny, poświęcone są jednemu frapującemu zagadnieniu bądź twórcy.

## Struktura czasopisma
- Studia i rozprawy.
- Archiwalia, materiały, wywiady – część prezentująca dokumenty i teksty literackie przechowywane w archiwach.
- Mistrzowie – dział zawierający artykuły i wspomnienia o wybitnych uczonych, którzy wpłynęli na rozwój współczesnej nauki o literaturze (m.in. Artur Hutnikiewicz, Karol Górski, Konrad Górski).
- Recenzje – omówienia książek polskich i zagranicznych z zakresu wiedzy o literaturze.

## Opublikowane numery
- Konwicki, red. Przemysław Kaniecki, Jerzy Speina.

"Dowodem żywej recepcji Tadeusza Konwickiego jest gruby, efektownie wydany tom Litteraria Copernicana. [...] Tom UMK pokazuje kontekst pisarstwa Konwickiego. Oddaje głos jemu samemu (najnowszy wywiad z jesieni 2007 r.), ale też jego dawnym cenzorom. Oglądamy recenzje cenzorskie jego wczesnych powieści; pokreślone szczotki Sennika współczesnego; usunięty (w cenzorskim żargonie: 'wyingerowany') fragment Zwierzoczłekoupiora".
(Z recenzji Tadeusza Sobolewskiego w Gazecie Wyborczej)
- Zderzenia. Literatura dawna a metody współczesnej humanistyki, red. Krzysztof Obremski.

Autorzy zawartych w tym numerze studiów próbują odpowiedzieć na pytanie, czy w badaniach nad  literaturą dawną obecne są metody współczesnej humanistyki, jeśli nie, to dlaczego, a jeśli tak – w jaki sposób takie inicjatywy pomagają nam zrozumieć otaczającą nas kulturę.
Szaniawski, red. Radosław Sioma.
W numerze zaprezentowano postać zapomnianego pisarza, Jerzego Szaniawskiego. Autorzy rozpraw przybliżyli czytelnikom jego twórczość dramatyczną i prozatorską. Omówione zostały także wybrane inscenizacje utworów Szaniawskiego dla Teatru Telewizji, m.in. Adwokat i róże z 2004 r.
- Dygasiński, red. Zofia Mocarska-Tycowa, Owczarz Ewa, Radowska-Lisak Mirosława
- Kampus, red. Jerzy Madejski
- Królestwo. Świat wartości i antywartości w dawnych literaturach romańskich, red. Anna Gęsicka

Szósty numer „Litterariów Copernicana„, który niniejszym trafia do rąk Czytelnika, stanowi plon refleksji polskich badaczy, specjalistów dawnych literatur romańskich, nad literacką realizacją trzech ważnych i zarazem odwiecznie inspirujących zagadnień z pogranicza często pokrewnych dziedzin aktywności twórczej - intelektualnej i artystycznej - człowieka: literatury, filozofii i sztuki.
- Italia. Inspiracje włoskie w literaturach słowiańskich, red. Bogdan Burdziej, Anna Kościółek

alia stała się dla Rosjan „ojczyzną duszy„, miejscem harmonii, o którym się marzy i za którym się tęskni; w pierwszych dekadach XX wieku także źródłem niebezpiecznych ideologii, znajdujących podatny grunt we własnym kraju - jak świadczy o tym rosyjska/sowiecka recepcja włoskiego futuryzmu zaanektowanego przez włoski faszyzm. Badacze publikujący w niniejszym tomie zwracają uwagę na różne przejawy i aspekty owej fascynacji Italią, takimi jej właściwościami jak południowy krajobraz, zabytki architektury, postaci wielkich mistrzów i ich dzieła, ale też rozmaite „lekcje„ historii, zarówno tej dawnej, jak i współczesnej.
- Cyborg. Technologia w literaturoznawstwie i studiach kulturowych, Więckowska Katarzyna, Lorek-Jezińska Edyta (red.)

Motywem przewodnim ósmego numeru czasopisma „Litteraria Copernicana", zatytułowanego „Cyborg. Technologia w literaturoznawstwie i studiach kulturowych", jest metafora cyborga, którą Donna Haraway w 1985 roku opisała jako odnoszącą się przede wszystkim do stopniowego zanikania granic - nie tylko między człowiekiem a maszyną, ale także między oryginałem a kopią, utopią a antyutopią, między kulturą a naturą. Podążając tropem wyznaczonym przez amerykańską badaczkę, autorzy artykułów zgromadzonych w tym numerze śledzą motyw sztucznego człowieka w powieści, dramacie, poezji, filmie i muzyce, dokumentując wpływ, jaki technologia, a przede wszystkim nowe media wywarły na kondycję współczesnego człowieka.
- Ciało w literaturze dawnych wieków, red. Ireneusz Szczukowski, Paweł Bohuszewicz

Powszechna we współczesnej humanistyce problematyka cielesności obecna jest również w badaniach nad literaturą staropolską, gdzie wyraźniej zaznacza się jednakże wpływ tradycyjnej historii idei i filologii niż teorii krytycznej spod znaku badań kulturowych. Teksty zebrane w 9-tym numerze „LC" Ciało w literaturze wieków dawnych potwierdzają tę tezę. Metodologiczny (lecz już nie tematyczny!
- Kolor w literaturze, red. Joanna Bielska-Krawczyk
- Grabiński, red. Adrian Mianecki, Tomasz Pudłocki

Oddawany do rąk Czytelników tom wpisuje się w pełni w nurt wzrastającego zainteresowania pisarstwem i osobą autora Księgi ognia. Zostały w nim pomieszczone studia i rozprawy naukowe, wśród których można znaleźć zarówno prace przekrojowe, osadzające twórczość lwowianina w szerokim kontekście historycznoliterackim i kulturowym, jak też artykuły podejmujące bardziej szczegółowe kwestie, skupiające się na pojedynczych utworach.
- (Nad)użycia literatury, red. Tomasz Waszak, Leszek Żyliński

Na czym miałoby polegać niestosowne zastosowanie literatury w sytuacji braku ograniczeń dla twórców, czytelników i badaczy? Czy można krytykować literatów za wykorzystywanie poezji do uprawiania politycznej publicystyki? Czy można wytykać dekonstruktywistycznym interpretatorom literatury przedstawianie swych osobistych skojarzeń jako informacji o analizowanym tekście? I wreszcie: gdybyśmy – przyjmując hipotetyczny scenariusz naszkicowany przez Eco w eseju Interpretacja i historia – pochwycili Kubę Rozpruwacza, moglibyśmy mieć do niego pretensję wyłącznie o jego niecne czyny. [...]
- Arabia. Stałe i zmienne w literaturze arabskiej, red. Marek M. Dziekan, Magdalena Lewicka
- Japonia, red. Adam Bednarczyk, Sylwia Kołos, Hanna Ratuszna